# プール
通称でプール、正式名称でスイミングプール（英: swimming pool）は、水泳をするための水槽。
プールは、学校、スポーツ施設、スイミングクラブ、フィットネスクラブ、レジャー施設、一部のホテル、保養施設、一部の豪華客船、一部の住宅の庭などに設置されている。
用途は、遊泳、教育、競泳、水球、アーティスティックスイミング、飛び込み、潜水などがある。また水泳だけでなく、さらに水中ウォーキングのような運動にも使われ、レクリエーションやリラクゼーションのためにも使われる。
日本語では通常は略称でプールと呼ぶが、英語のpoolは単に「水たまり」や「たまり」（血や化学薬品など単に液体が溜まっている場所）をも指すので、水泳用のプールは正式にはswimming poolという。
日本語におけるプールの数え方は「面」を使う。

## 種類
遊泳用、水泳教育用、競泳用、飛び込み用などがある。
屋内に設置される屋内プール、屋外に設置される屋外プールという分類がある。
冬季や気温の低い地域でも利用できるように水温を高めに調節したプールを温水プールと分類する。
長い川のように水が流れるものや、水泳のトレーニング用に水が流れる小さなプールを流水プールと分類する。
子供1人～数人分の小さなプールで、ビニール製で空気を入れて膨らませるものはインフレータブルプール、棒材や板をフレームとしてビニールシートで水槽を組み立てるものをフレームプールと分類し、どちらもビニールプールや簡易プールと呼ばれることがある。
そのほか、スキューバダイビング専用プールと分類されるものもある（日本最大級で深さ8メートルほど、世界最大級はドバイのもので深さ60メートルほど）。
清流を一時的に堰き止めた水遊び場を「天然プール」と呼ぶ地域もある。

### 遊泳用
遊泳用プールの水深は一般遊泳では1.2メートル程度、児童遊泳では0.6-0.8メートル程度が目安とされている。

### 教育用
教育用プールは、水深が小学校では0.8-1.2メートル程度、中学校では0.9-1.4メートル程度が目安とされている。飛び込みで頭を打たないように、飛び込み台の近くは深くなっている。
飛び込みに関しては危険が伴い、死亡などの事故も起きているため、2012年の学習指導要領で禁止になった。2019年現在のスタート時の指導は以下の通り。
- 小学校 - 水中からのスタートを指導する
- 中学校 - 泳法との関連において水中からのスタート及びターンを取り上げる

### 競泳用

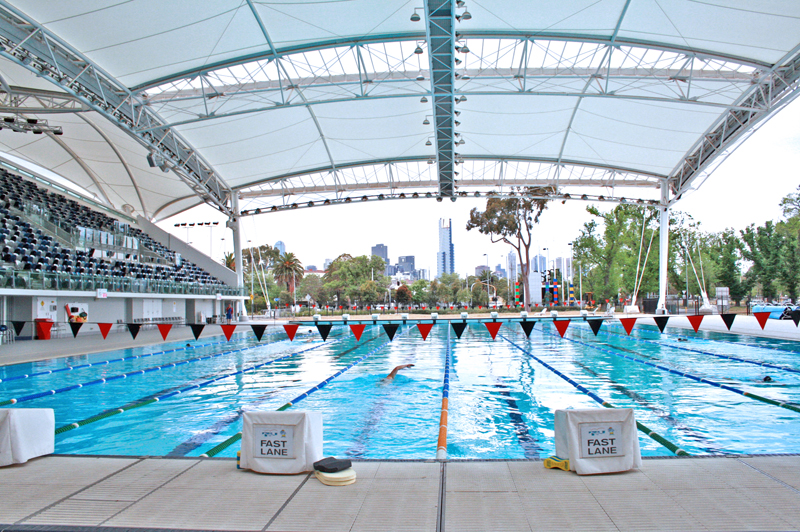
オーストラリア メルボルンにある競泳プール

競技用プールは国際水泳連盟によって種目別に細かく規格が定められており、オリンピックなどの国際大会で使用するプールはこの規格を達成していなければならない。
競泳用のプールでは、短水路と呼ばれる長さ25メートルのものと、長水路と呼ばれる長さ50メートルのものが定められており、競泳のタイムは水路によって別々に扱われる。これは、ターンの際に壁面を蹴ることによって加速が行われるため、特に長距離の種目ではターンの回数が多くなる短水路の方が長水路に比べてタイムが短くなる傾向があるためである。長水路のプールは幅25メートル、水深2メートル以上のものも多く、長水路のプールを横方向に使って短水路の競技を行うこともある。
正確な長さについては、東京辰巳国際水泳場などの主要な国際水泳大会などが行われるような日本水泳連盟の公認プールは、長水路50.02メートル・短水路25.01メートルに設計されている。これは、タイムを測定するために厚さ1センチメートルのタッチ板を長水路ではプールの両端に1枚ずつ、短水路ではスタートサイドに1枚設置するためである。また、スタート台にはリアクションタイム（号砲が鳴ってから足が離れるまでの時間）を測定するための装置が付いており、台にかかる圧力によってそのタイムを測定する。これらの装置は、リレーのフライング判定にも組み合わせて使用される。
水温についても国際規格で、摂氏25℃から28℃までの範囲内に収まるよう調節しなければならないとされるが、2010年の改正以前は26℃を一つの目安、±1℃を許容範囲としていた。この範囲を逸脱した状態での記録は公認されない。

### 水球用
水球競技では、水深2メートル以上のプールに、男子は縦30メートル×横20メートル、女子は縦25メートル×横17メートルのコートをフィールドロープで区画して作り、コートの両ゴールライン中央にはゴールが浮かべられるため、ゴールのスペースも含めた競技面積以上のプールが必要となる。一般には50メートル競泳プールが使用されるが、宮城県仙南総合プールは35メートル×25メートルの水球公認プールで、国内唯一の屋内温水水球専用プールとして知られる（非公開施設としては、秀明栄光高校の屋内温水水球専用プールや秀明大学の屋内女子水球専用プールも存在する）。

### アーティスティックスイミング用
アーティスティックスイミング用のプールでは、定められた面積について3メートル以上の水深を持つことが必要であるが、フィギュアとルーティンによって要求される面積は異なる。競泳用プールと共用するため、東京辰巳国際水泳場などではプールの底が可動式になっており、水深を競技によって変更できる。

### 飛び込み用
飛込競技用のプールでは、水深は5メートル以上が必要であり、高飛び込み用の10メートル、7.5メートル、5メートルの高さの台と、板飛び込み用の3メートルと1メートルの高さの台が設置される。各飛び込み台の端は、プールの上空に張り出した形状になっている。

### 潜水用
潜水用のプールでは、水深は1.5メートル程度（初心者は1.35メートル程度）が目安とされている。潜水用のプールには、5.5メートルという深さを持つものもある。

## 歴史
ローマ皇帝は個人用のプールを持ち、水泳のためだけでなく魚を飼うためにも使われていたのでラテン語でpiscinaと呼ばれた。最初の温水プールはガイウス・キルニウス・マエケナスがローマの丘にあった自宅の庭園内に造らせたもので、紀元前38年から8年ころのものだという。

### オリンピック
初期のオリンピックにおいて水泳競技は河川や海で実施されていた。近代オリンピック第1回のアテネオリンピック（1896年）の水泳競技はゼア湾で、第2回のパリオリンピック（1900年）の水泳競技はセーヌ川の河畔で、第3回のセントルイスオリンピック（1904年）の水泳競技は人工湖で開催された。
オリンピックの水泳競技で初めてプールが使用されたのは、1908年のロンドンオリンピックで、陸上競技場のフィールド部分に全長100mのプールが設けられた。しかし、初期のオリンピックプールにはコースロープがなく、1920年のアントワープオリンピックで進路妨害の問題が発生したことから、1924年のパリオリンピックで初めてコースロープが設置された。
なお、2008年の北京オリンピックからプール外での水泳競技であるオープンウォータースイミングが正式採用されている。

### 日本
日本では、会津藩校の日新館に設けられた水練場あるいは水練水馬池が、最古のプールとされている。当時の藩校の中では、日新館と長州藩校の明倫館の2校を除いて施設が設けられていなかったとも言われている。また日本最古の温水プールは1917年に東京YMCAに開設された。

## 設備

### プールの構造

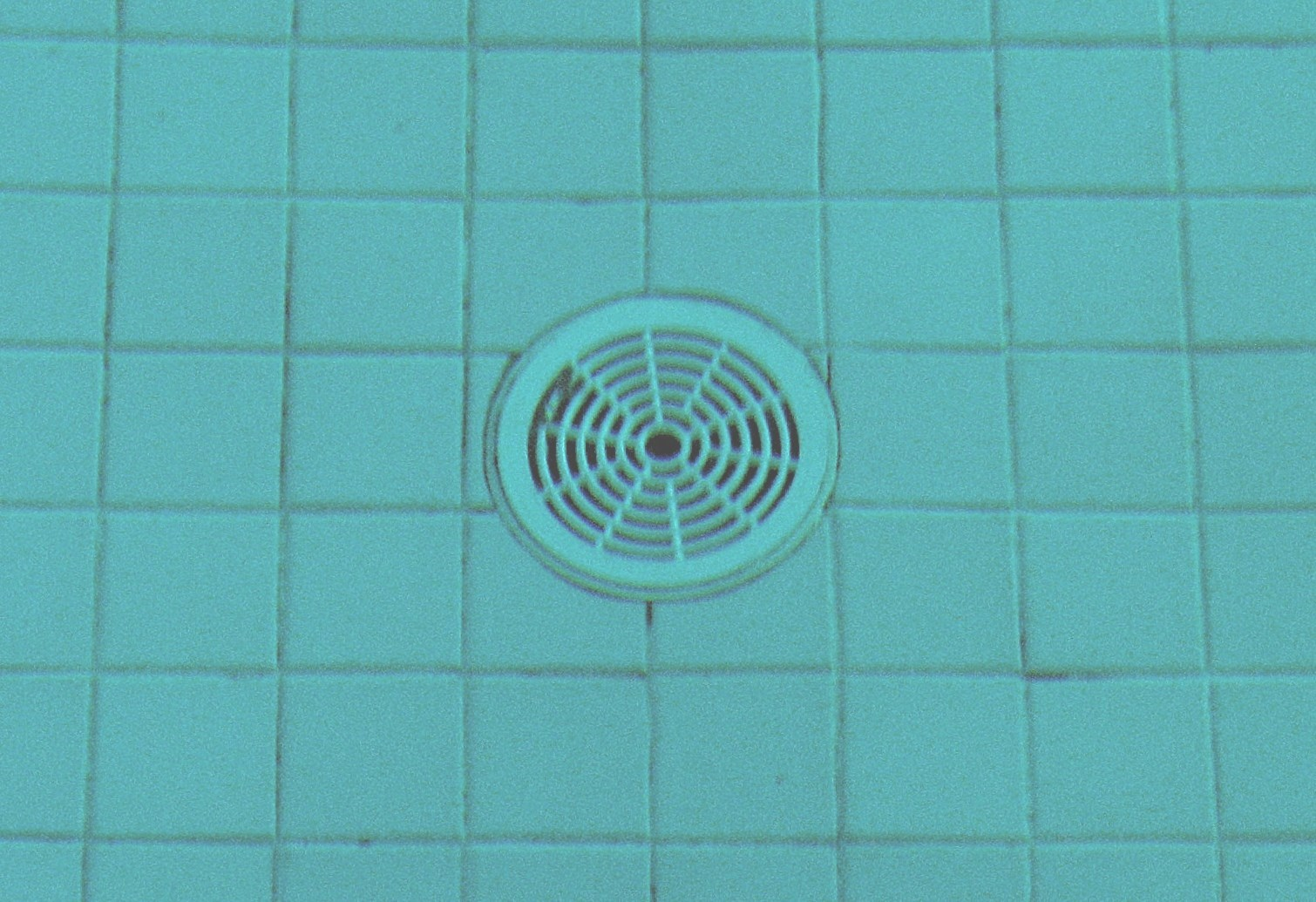
プール排水口

プールの材質にはRC製、アルミ製、ステンレス製、FRP製などがある。FRP製を除いて規格を満たせば水泳競技の公認プールとすることができるとされてきたが、FRPについても仮設の50mプールが世界水泳連盟に認められた事例はある（第9回世界水泳大会福岡2001（マリンメッセ福岡））。なお、FRP製プールを製造するヤマハ発動機は、2024年3月末で学校やレジャー施設など向けのプール事業から撤退すると発表しており、徐々に数を減らす可能性がある。
プールの形状は、底面の形状により、フラット（底面が平面）、レギュラー（プール中央に向かって若干勾配。プールサイド側より中央の方が深い）、片寄せ（片側に勾配）、飛び込み兼用、シンクロ兼用、飛び込み用などがある。
プールの排水口は、その膨大な水量を素早く排出するため、銭湯などと比べて非常に大きな物が取り付けられている。通常は金網などで安全対策が行われるが、死亡・負傷事故も起きている。金網や柵が外れて全身が吸い込まれたり、金網や柵があって排水口が小さく作られていても、足だけ嵌り込まれたり、身体の一部が強い水流で排水口に密着することが原因である。こうした危険に対処するため、学校用FRP製プールで国内シェアトップのヤマハ発動機では、排水口を複数設置して（1つあたりの）流水圧の低減を図る、排水口部分の構造をL字型にしてその上から金網を張る、といった措置を取っている。同社製のプールでは2016年時点で一度も事故は発生していないという。

### プールの付帯設備
- プールフロア
利用者の身長に合わせてプールの一定の区画の水深を浅くする必要がある場合には、プールフロア（プールの水深を調節するためのプラスチック製の台）が設置される。
- 可動床
プールの床面を昇降させ利用目的に適した水深に変えることができるシステム。主として公共プール、学校プールに、約300箇所建設された。屋外プールに設置されたケースもあるが、多くは通年使用の屋内プールに設置されている。
- 洗浄設備
プールに入る前の洗浄設備として、足洗い場、シャワー、腰洗い槽などが設置される場合がある[18]。
- 洗面・洗眼・うがい設備
プールに入った後の洗浄設備として洗面・洗眼・うがい設備が設置される場合がある[18]。学校では出口が上向きで二手に分かれている蛇口（洗眼器、洗眼水栓）の設置が多かったが、目を洗いすぎないよう指導が変更され、設置しない学校も増えている[21]。
- 消防用採水口
東京都杉並区などでは、災害時に学校のプールの水を防火用水として円滑に利用できるよう、プールの外部に消防用採水口を設けている[22]。

## 管理
プールには屋外に設置され夏だけ使用されるプールと、屋内に設けられていて室温や水温が調節・管理された通年使用可能なタイプがある。またそのうち通常より水温が高めに設定された温水プールもある。防火用水や非常用水の水源として利用される場合は、使用時期以外にも貯水・管理されている（清掃などで水を抜く場合には消防本部への事前通知を要する）が、水質管理までは行われていない施設が大半である。

### 水質
通常のプールは不特定多数の人間が利用するため、衛生上、水質管理が必要となる。一般的には殺菌・消毒のためにプールと付帯施設の足洗い場・腰洗い槽に塩素系消毒剤が加えられている。消毒剤は次亜塩素酸ナトリウム、次亜塩素酸カルシウム、塩素化イソシアヌール酸のいずれかであり、遊離残留塩素は0.4ppm～1.0ppmを保持しなくてはならない。水道水基準（0.1ppm～1.0ppm）に比較してわずかに高めだが、有機物（人体や汚れ）と接したり太陽光の紫外線を浴びることなどによって残留塩素濃度が低下するため、定期的な濃度維持が必要である。加える方法はプール・足洗い場・腰洗い槽に消毒剤を直接投入する方法と塩素供給機器に消毒剤を入れて水に溶かす方法がある。
日本では厚生労働省が「遊泳用プールの衛生基準について」（平成19年5月28日健衛発第0528003号）を定めている。この基準では、水素イオン濃度・濁度・過マンガン酸カリウム消費量・遊離残留塩素・大腸菌、一般細菌、総トリハロメタンの7項目について衛生基準が示されており、また循環濾過方式等の浄化設備を備えることも必要とされる。
また、いわゆる1条校のプールにあっては文部科学省が「学校環境衛生基準」を定めている。なお、学校における水泳プールは学校保健法（昭和33年法律第56号）に基づく衛生管理が実施されているため「遊泳用プールの衛生基準について」（平成19年5月28日健衛発第0528003号）の適用対象外となっている。
プールはプール熱などの感染症の媒介となりやすいため、病気に罹患している場合や回復した直後などはプールへの入場が禁止されている。
目が赤くなる原因がプール内の尿と塩素の化合物が原因であることがわかった。
アメリカ合衆国では、感染源がプールや温浴施設等と判明している集団感染のうち、58%はクリプトスポリジウム症であったことが報告されている。アメリカ疾病対策センターの専門家は、消毒剤に対する耐性を持つ菌等の存在を踏まえてプールの水を飲まないことを勧めている。

### 安全性
大量の水を蓄えた施設であるため、溺れたり、飛び込み時に頭などを打ったり する事故が度々発生している。このため学校の水泳授業や部活動では教員らが安全に注意を払うほか、ライフガードや監視員を配置しているプールもある。また未就学児童や小学校低学年では声も物音も立てずに沈んで溺れる事もあるため注意が必要である。
事故・判例
- 昭和55(オ)1111 「プールは誘惑的存在」事件   最高裁判所第一小法廷 昭和56年7月16日
- 平成8年9月5日に起きた大阪教育大学附属高等学校池田校舎における水泳事故について（※PDF）国立大学法人大阪教育大学
- 早稲田小学校事件・広島地判平成9（1997）年3月31日 判タ958号
- ふじみ野市大井プール事故に関する報告書 ―検証と対策―（※PDF）ふじみ野市 平成21年8月

平成19(わ)779 業務上過失致死 さいたま地方裁判所 平成20年5月27日
- 平成21年(ﾜ)第610号 損害賠償請求事件 大分地方裁判所 平成23年3月30日
- 2013年7月、沖縄県与那国町立プールの水泳授業において中学3年生男子生徒がプール底に頭部から激突、頸椎損傷により首から下が不随の後遺症を負い要介助生活[30]。
- 2014年7月、名古屋市立昭和橋中学校の水泳授業で2年生男子生徒がプールに飛び込んだ際プール底に頭部を強打、脊髄損傷により首から下が麻痺の後遺症を負い要介助生活。

- 平成26 第2399号損害賠償請求事件 横浜地方裁判所 平成29年4月13日
- 砂川小学校プール児童死亡事故関係について 大阪府泉南市
- 京都市認可保育所「せいしん幼児園」に対する調査報告書（※PDF）京都市 平成26年10月20日
- 水泳指導の安全管理について 京都市立養徳小学校プール事故調査報告書 （※PDF）京都市教育委員会 2015年7月6日
- 教育・保育施設等におけるプール活動・水遊びに関する実態調査（経過報告）（※PDF）消費者安全調査委員会 平成30年4月24日
- 教育・保育施設等におけるプール活動・水遊びに関する実態調査（平成23年7月11日に神奈川県内の幼稚園で発生したプール事故に関する意見のフォローアップ） 消費者安全調査委員会 平成30年4月24日
- 市内中学校で発生したプール事故に係る和解について 多治見市 2018年4月1日

平成24年（ネ）第316号 損害賠償請求控訴事件 名古屋高等裁判所 平成24年10月4日
- 高知市潮江小プールで3年女児重体　夏休み開放中､10人監視 高知新聞 2018年7月24日
- 認定あけぼのこども園プール事故検証委員会報告書 (※PDF) 平成29年3月 認定あけぼのこども園プール事故検証委員会 那須塩原市
- 湯梨浜町立羽合小学校プール事故調査報告書（※PDF）平成29年6月27日 湯梨浜町立羽合小学校児童事故調査委員会 湯梨浜町
- 『The Promise: A Tragic Accident, a Paralyzed Bride, and the Power of Love, Loyalty, and Friendship[31]』 Rachelle Friedman (著) 2014年5月6日出版 ※結婚式前夜の宴会で、友人が定番の余興で新婦を邸宅のプールに突き落としたところ[注釈 1]、新婦がプール底に激突して半身不随となり、車椅子生活となった日々を綴った手記。
- 2017年8月24日午後3時半、私立認可保育所「めだか保育園」（さいたま市）において、職員がプール用具の片付けの最中、約3分間に目を離していた所、女児園児（当時4歳）がうつ伏せで浮いているのを発見、翌日に死亡した。埼玉県警は業務上過失致死容疑で園長と保育士の2人を書類送検[32]。
- 2020年7月10日午後3時頃、山口県消防学校にて防府市消防本部所属の21歳男性職員（学生）が水難救助訓練中に溺水。心肺停止状態で病院に搬送されたが、翌日午前５時過ぎに死亡[33]。

その他
- 学校の管理下における水泳事故の現状（※PDF）日本スポーツ振興センター
- 水泳等の事故防止について（通知）スポーツ庁次長 髙橋 道和 平成29年4月28日
- 水温と気温の合計が65℃を超える気温環境下で発生する熱中症事故[34]。
- 耐震基準を満たしていない学校プールのブロック塀（大阪府北部地震で同様なブロック塀の倒壊事故が起きた）、等。

感染症
6月から夏季にかけて広まる咽頭結膜熱（「プール熱」と通称される）、皮膚接触で感染する水疱性膿痂疹（とびひ）、伝染性軟属腫（水いぼ）、クリプトスポリジウム症 等がプール利用時に感染する可能性がある。専門医による診療と治療、遊泳を控える事で感染を防ぐ事が可能。

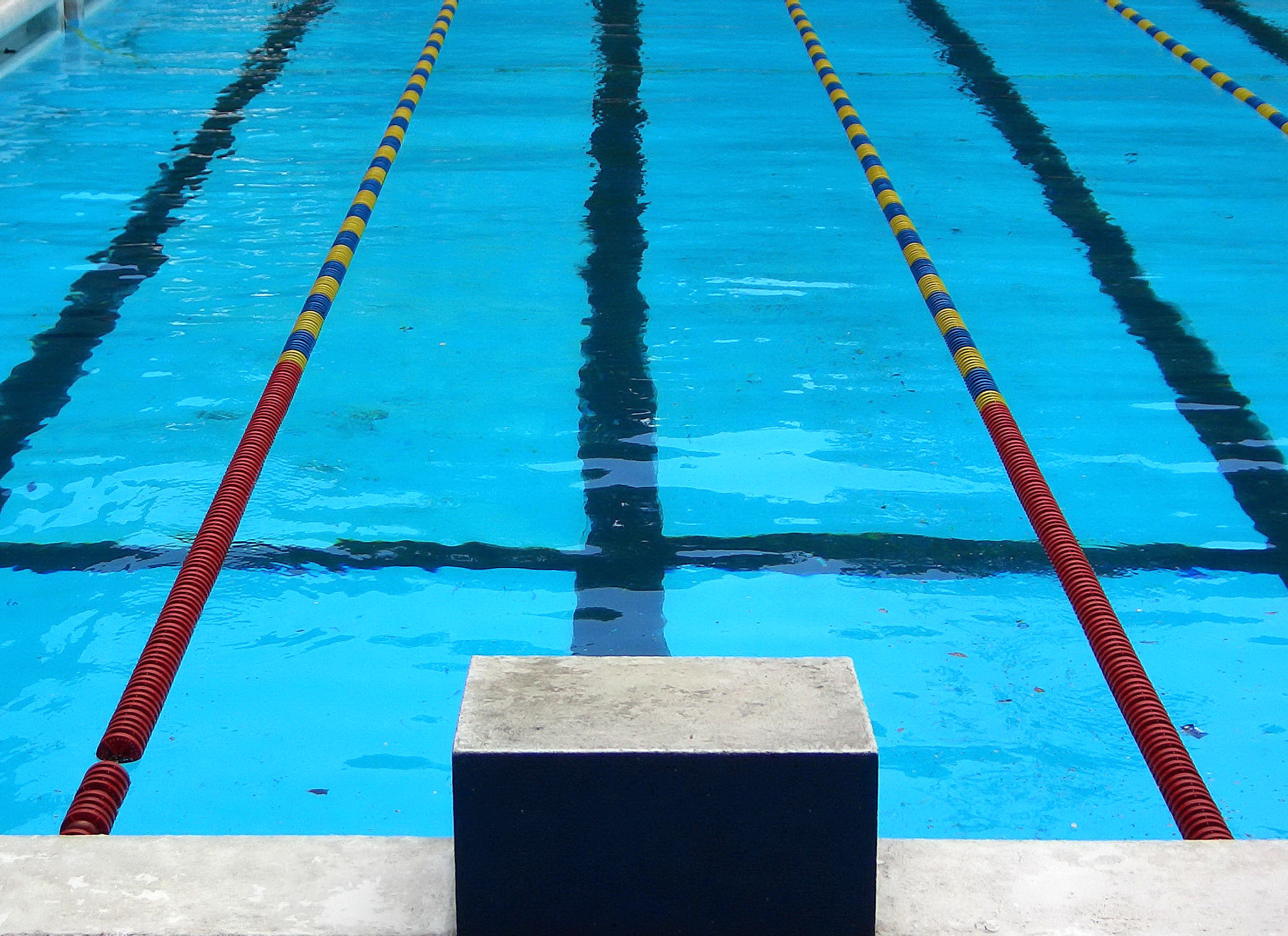
学校管理下における水泳授業での飛び込みスタートは原則禁止となっている
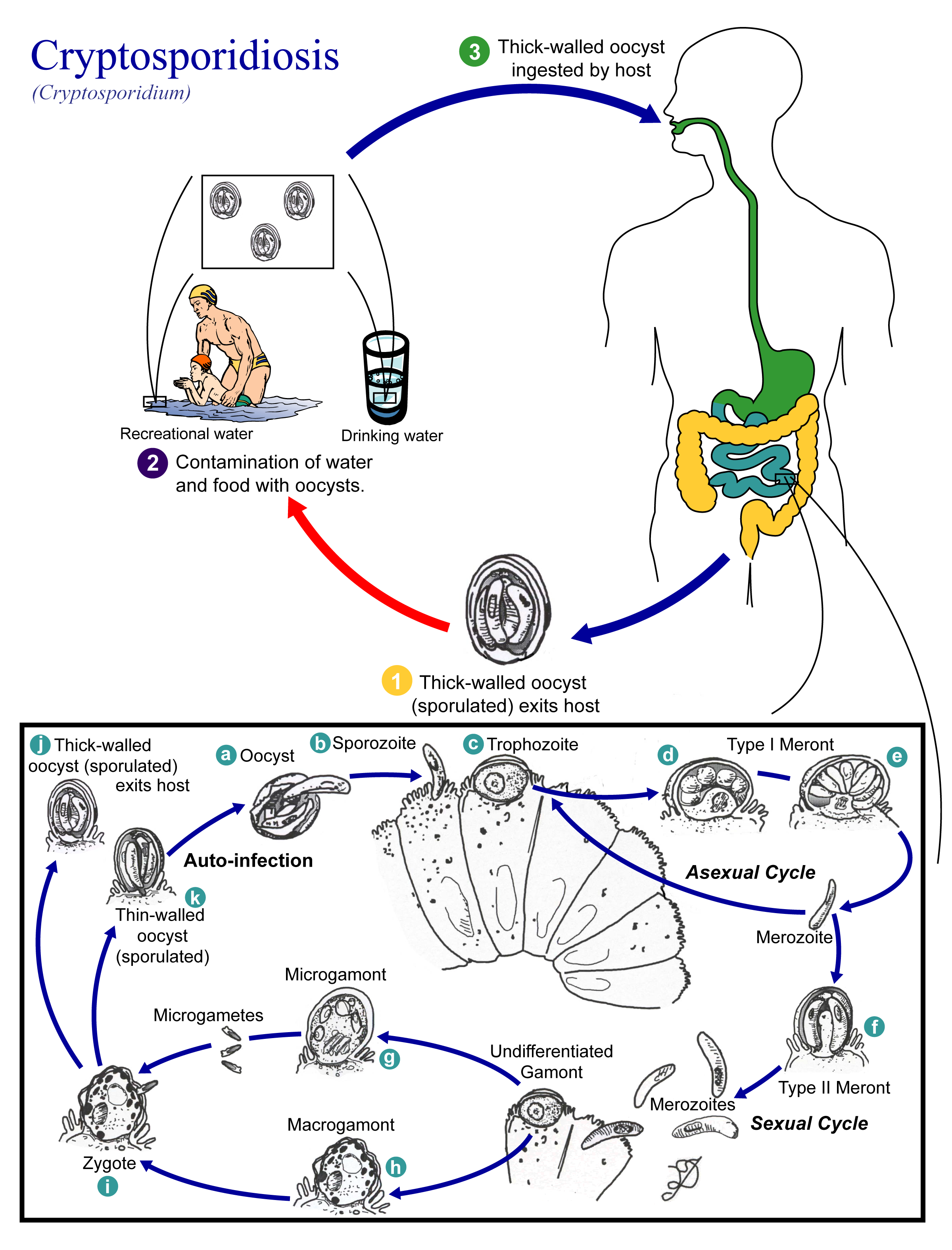
クリプトスポリジウム症罹患の機序とサイクル。
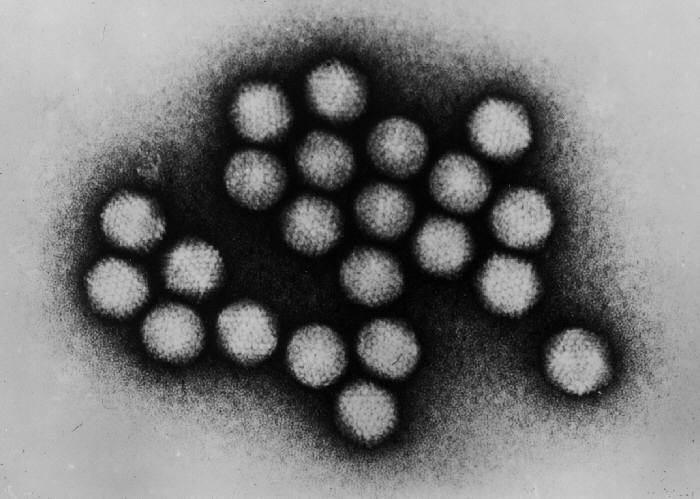
咽頭結膜熱の原因となるアデノウィルス
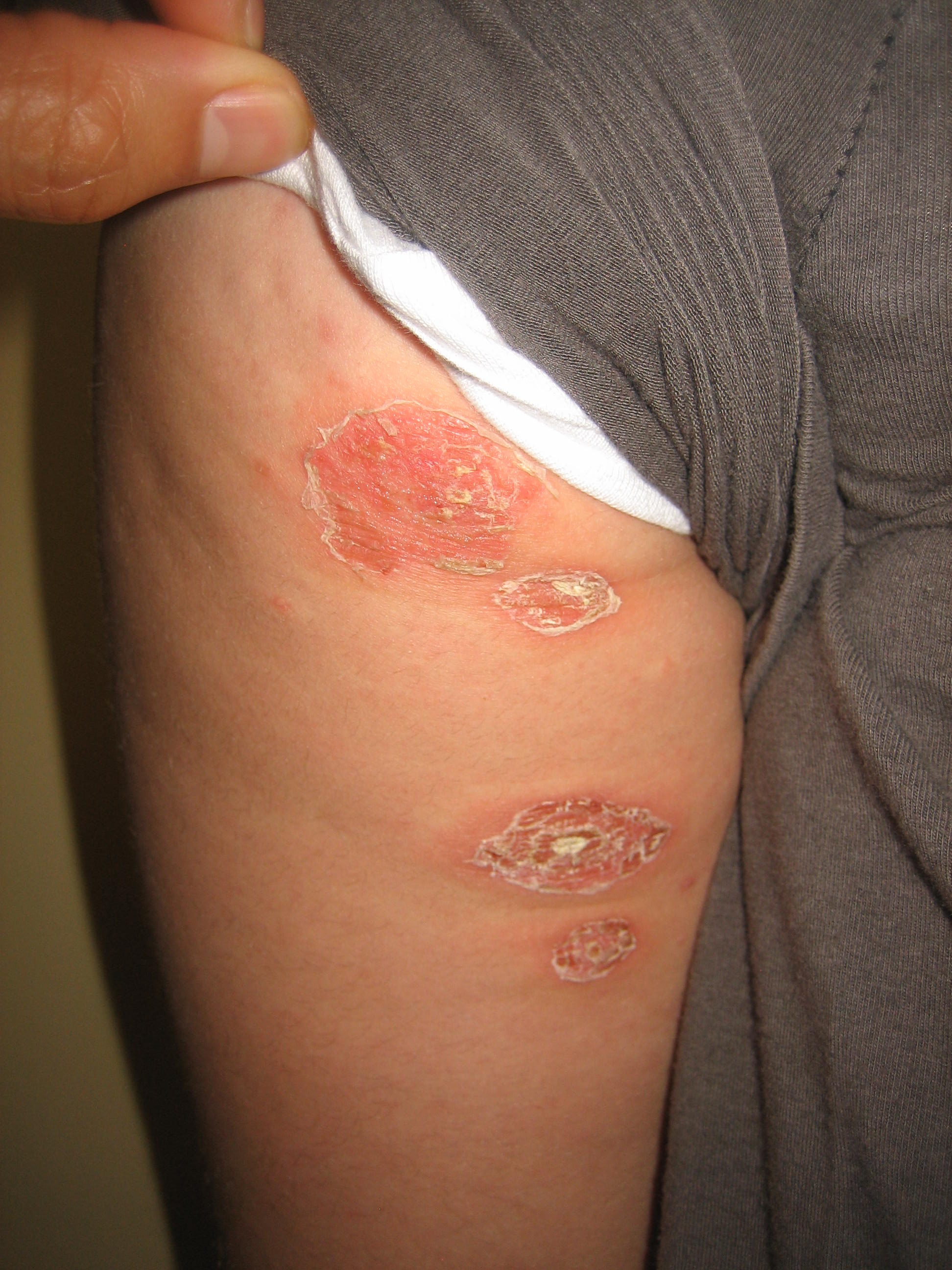
水疱性膿痂疹を発症した腕
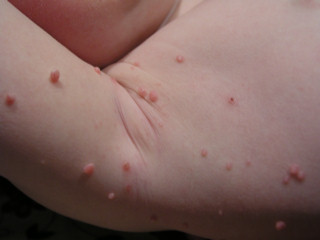
伝染性軟属腫を発症した腕

## 紫外線対策
サンバーン（火傷）や電気性眼炎、及び瞼裂斑、若年時から長期間に渡る屋外活動で加齢と共に紫外線曝露によって発症する白内障、皮膚の色素沈着（しみ・くすみ）の他、皮膚癌のリスクが高まる報告がある。
- Sun protection and schools How to Make a Difference (※PDF) World Health Organization 2003
- 保育所・幼稚園での集団生活における紫外線対策について (※PDF) 保育所・幼稚園での集団生活における紫外線対策に関する日本臨床皮膚科医会・日本小児皮膚科学会の統一見解 平成27年9月
- 学校生活における紫外線対策に関する具体的指針 (※PDF) 学校生活における紫外線対策に関する日本臨床皮膚科医会・日本小児皮膚科学会の統一見解 平成27年9月
- 部活動 子どもの目の紫外線対策 NHK生活情報ブログ NHK 2011年8月1日

## リゾート施設のプール

### 流水プール等

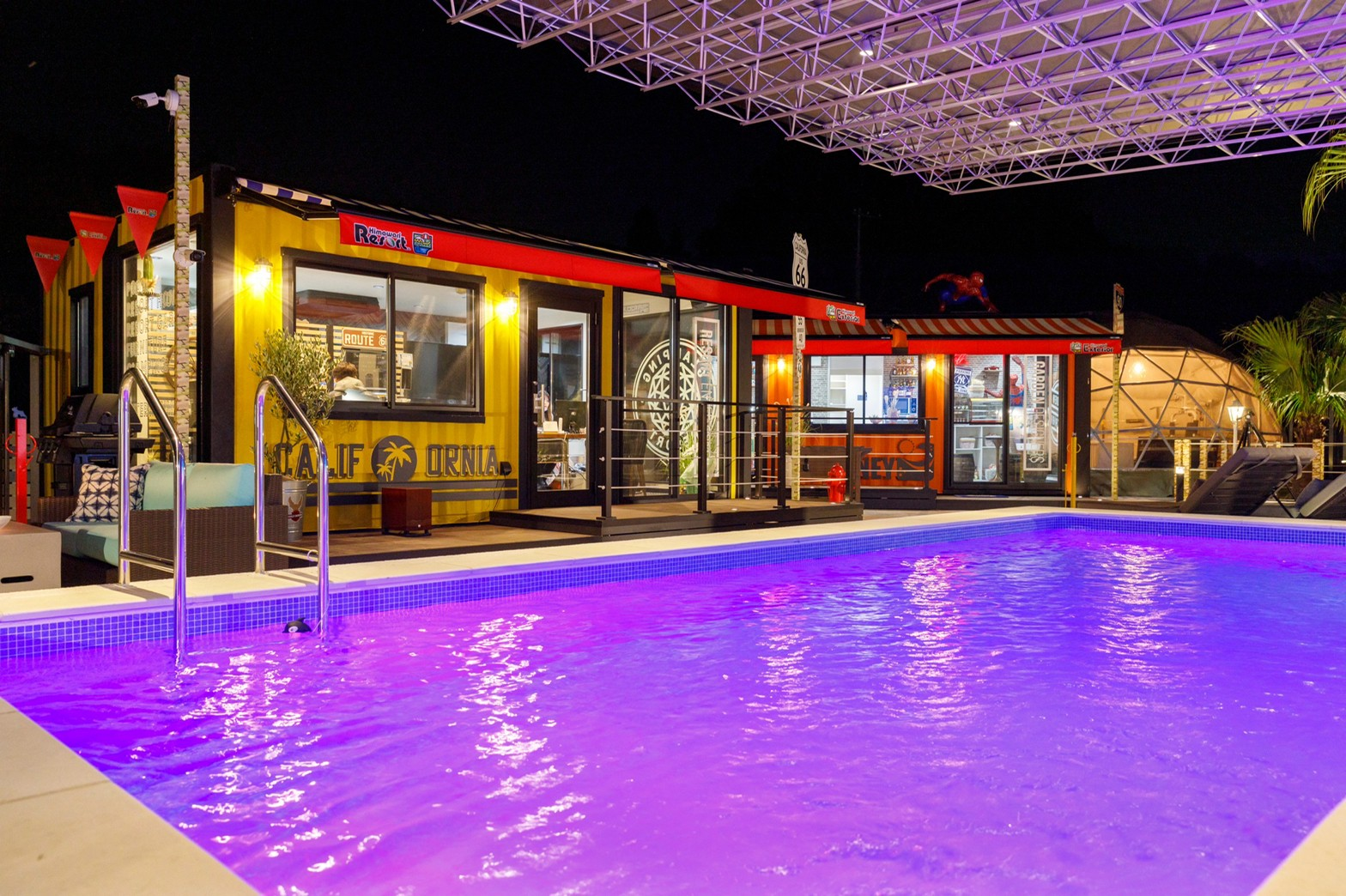
ナイトプールの施工例（ひまわりライフ展示場）

一般向けのプールは様々なものがあり、レジャー施設用のプールの中には、流れるプール、子供用の水深の浅いプール等があり、附帯設備として滑り台（ウォータースライダー）などが併設されるものもある。

### ナイトプール
屋外のプールは昼間だけ使用されることが多いが、近年、ホテルやテーマパークでは、リゾート地のような非日常感を楽しんでもらうため夜も営業する「ナイトプール」も見られる。

### インフィニティ・プール

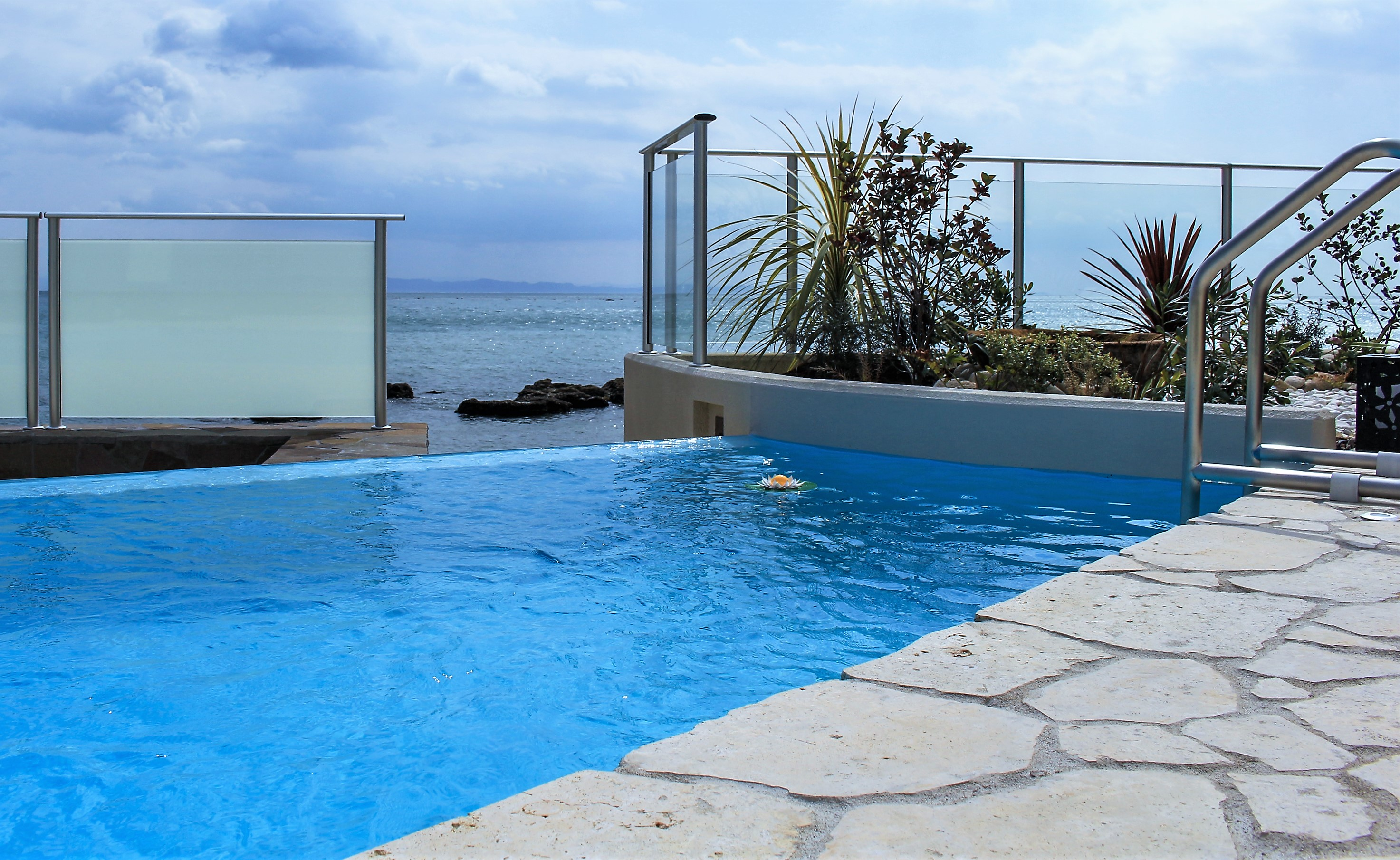
日本の施工例（淡路島の貸別荘）。外縁と海が溶け込むよう設計されている。

インフィニティ・プールは、近年、異国情緒あふれるリゾート、高級ホテル等宿泊施設の集客目的で作られることが多くなった。「インフィニティ」は「無限」を意味し、どこまでも限りないさまを現した表現で、水盤や外縁を水で覆い、あたかも外縁が存在しないかのように見えるよう設計されたプールで、外縁が海などのより大規模な水や空と混じり合い境目がわからないように見えるよう設計される。近年は日本でも少しずつ取り入れられるようになってきた。プールのほか、露天風呂に応用したケースもあり「インフィニティ風呂」などと呼称される。